# 唐利县 (德克萨斯州)
唐利縣（英語：Donley County）位美国德克萨斯州北部狹地的一個縣。面積2,417平方公里。根据2020年美國人口普查，共有人口3,258人。縣治克拉侖敦（Clarendon）。該縣成立於1876年8月21日，縣政府成立於1882年3月22日。縣名紀念地方律師、法官斯托克頓·P·唐利（Stockton P. Donley）。